# Melanagromyza verdescens
Melanagromyza verdescens är en tvåvingeart som beskrevs av Spencer 1963. Melanagromyza verdescens ingår i släktet Melanagromyza och familjen minerarflugor. Inga underarter finns listade i Catalogue of Life.